# Bar Borrell
El Bar Borrell és una obra de Barcelona inclosa a l'Inventari del Patrimoni Arquitectònic de Catalunya.

## Descripció
Establiment situat al local esquerre de la planta baixa de l'edifici amb una única obertura a la planta baixa i l'entresòl. El tancament inferior és de perfils d'acer, xapa repujada i vidre. L'espai interior es distribueix en una primera part definida per la barra de bar i unes taules altes, i un espai de saló.Es conseren tres miralls amb anuncis publicitaris: un de Bodegas Bilbaínas i de Lumen Gran Champán, un d'anís Morera i un de Vermouth Aquila Rossa. Algunes taules són de marbre amb els peus originals.

## Història
El 1909 Josep Borrell Fontanillas es fa càrrec d'aquesta taberna on conserva el tancament i el mobiliari i hi afegeix algunes taules procedents de la terrassa del teatre Còmic. El restaurant acollia artistes i públic dels teatres i sales de l'avinguda Paral·lel. El 1936 es reformen els edificis per ocupar els porxos i es construeix un nou pla de façana i un sostre intermedi.